# Ransweiler
Ransweiler là một đô thị thuộc thuộc huyện Donnersberg, Đức. Đô thị Ransweiler có diện tích 4,8 km², dân số thời điểm ngày 31 tháng 12 năm 2006 là 303 người.